# 郑重 (1931年)
郑重（1931年9月29日—2012年9月17日），原名郑树林，男，山东掖县人，中国作家、编剧。

## 生平
1931年生于山东省掖县郑家村人。童年和小学时代在农村度过。后到天津、北京读中学。1952年考入青岛山东大学生物系海洋动物专业。1954年开始业余文学创作，在《天津日报》发表第一篇小说。1956年大学毕业后，在兰州大学生物系任教。1959年出版短篇小说集《祁连中秋》（上海文艺出版社）。1960年加入中国作家协会。三年后调任兰州大学中文系写作教研室主任，继续业余创作，发表了20余篇短篇小说。1976年10月，调至西安电影制片厂任编剧。其间与甘肃省话剧团合作，编写话剧《西安事变》（1978年，甘肃人民出版社），获文化部建国三十周年话剧创作一等奖。翌年又重新构思、写作电影文学剧本《西安事变》，由成荫导演拍摄成片。1979年加入中国作家协会西安分会，并当选为理事，同时被任命为西安电影制片厂艺术委员会副主任。同年参加全国文学艺术工作者第四次代表大会，当选为中国电影家协会第四届理事会理事。1987年，他担任了影片《彭大将军》的编剧。1992年，他又根据黄济人的长篇报告文学《将军决战岂止在战场》，改编创作了影片《决战之后》，获得广播电影电视部优秀影片奖和中宣部“五个一”工程优秀作品奖，在第十二届中国电影金鸡奖的评选中获得最佳故事片奖提名。